# Щіпний провулок (Одеса)
Щіпни́й прову́лок — коротка вулиця в історичному центрі міста Одеса, від Успенської вулиці до вулиці Базарної.
Поштовий індекс Укрпошти — 65020.

## Історія
Назва пов'язана з ринковою торгівлею та ринковою площею, на початку XIX століття розташовувалася поблизу, на перетині Базарної вулиці з проспектом Українських Героїв. Досить швидко ця площа отримала назву Старобазарна, оскільки до 1812 року вже існував Новий базар на тодішній Херсонській площі, де з'явився свій Щепний ряд.